# 二神能基
二神 能基（ふたがみ のうき、1943年 - ）は大韓民国生まれの学習塾経営者、幼稚園経営者、特定非営利活動法人代表。

## 経歴
朝鮮半島の大田市（現在の大韓民国）生まれ。第二次世界大戦の終戦で引き揚げ、愛媛県松山市に育つ。愛媛大学教育学部附属小学校を経て、1956年、4期生として愛光中学校に入学。愛光高校2年生の5月から3月まで白紙答案を出し続け、第2学年の終わりに退学処分を受ける。のち県立上浮穴高校を経て早稲田大学政治経済学部に入学。大学入学の年から学習塾「二神塾」（1955年に父・二神軍四郎が設立）を経営。
大学卒業後も塾の経営を続け、愛光学園の受験に強い塾として評価を確立。のち幼稚園「二神塾幼稚舎」を設立。35歳の時、千葉県印旛郡富里村（現在の富里市）に移住。1979年、二神塾の中学部門の運営会社「寺小屋」を設立。1980年、第36回衆議院議員総選挙に当時の千葉2区から無所属で立候補したが最下位で落選している。
世界各地の教育プロジェクトに参画。早稲田大学講師、文部科学省、千葉県などの各種委員を歴任。
1994年よりニートや引きこもりの若者の支援に従事。1999年にNPO法人(2015年より認定NPO法人)「ニュースタート事務局」を千葉県浦安市に設立。
ニート・引きこもり支援について、「引きこもりやニートは病気じゃない。家庭で孤立し、悩んでも解決にはつながらない。親離れ、子離れする過程が大切です。寮で１年ほど共同生活すると、見違えるほど元気になる。いま（2014年時点）、就労の機会は増えている。背中を押してあげれば第一歩を踏み出せる例が多い」と捉える。
支援対象のアラサー（2010年時点）の若者達については、「いたずらな成長志向がないという点で、アラサー世代は新しい日本人のあり方を示していると思う」と肯定的。
著書『暴力は親に向かう』の中で、家庭内暴力の解決に向かう上の心構えを「1. 現実逃避をしない　2. 過去の話はしない　3. いたずらに悲観しない　4. 特効薬を求めない　5. リスクのない解決策はないことを知る」と説いている。
2013年時点で公立校から東大に行く流れは加速すると主張し、「多感な時期に、幅広くいろいろな人がいる学校に通い、地域の中で育つことで人間関係力が身につく」と公立校の魅力を語っている。
『働かない息子・娘に親がすべき35のこと』を出版したアース・スター エンターテイメント社は、「子どもの自立と、自立が難しい場合のライフプランを両方から提案した本を出すことで、お役に立てるのではないか」と考え、前半の自立の部分を二神に、後半のライフプランの部分をファイナンシャルプランナーの畠中雅子に依頼した。
2019年の元農林水産事務次官が引きこもりの息子を殺害した事件について、「周囲に相談できないのには日本の社会構造が影響している。日本人には“家族の問題は家族で解決すべき”との考え方が根強く、家族の問題を他人に相談してはダメだと思ってしまう人が多い」ことを容疑者が息子のことを周囲に相談していなかった理由に挙げている。
ニュースタート事務局が行う「お遍路ハウス四国88」の募集説明会には、自ら赴き説明を行った。
2008年「青少年育成に関する内閣府特命担当大臣と有識者との懇談」に出席。

## 関連書籍
- 二神能基『希望のニート 現場からのメッセージ』（東洋経済新報社、2005/5）
- 二神能基『暴力は親に向かう―いま明かされる家庭内暴力の実態』（東洋経済新報社、2007/1）
- 二神能基『希望のニート』文庫版（新潮社、2009/3）
- 二神能基『「子供のために」を疑う 10代の子供を伸ばす7つの知恵』（朝日新聞出版、2009/9）
- 二神能基『勝ち負けから降りる生き方』（東洋経済新報社、2009/10）
- 二神能基『暴力は親に向かう―すれ違う親と子への処方箋』文庫版（新潮社、2010/1）
- 二神能基『ニートがひらく幸福社会ニッポン――「進化系人類」が働き方・生き方を変える』（明石書店、2012/8）
- 二神能基『働かない息子・娘に親がすべき35のこと』（泰文堂; 四六版、2013/12）
- 二神能基、久世芽亜里『引きこもりの7割は自立できる』新書版（新潮社、2023/10）